# Saint-Cyr (Haute-Vienne)
Saint-Cyr, okzitanisch Sent Circ, ist eine Gemeinde im Périgord in Frankreich. Sie gehört zur Region Nouvelle-Aquitaine, zum Département Haute-Vienne, zum Arrondissement Rochechouart und zum Kanton Rochechouart. Sie grenzt im Norden an Cognac-la-Forêt, im Osten und im Süden an Saint-Laurent-sur-Gorre und im Westen an Saint-Auvent.
Saint-Cyr ist ein Mitglied des Regionalen Naturparks Périgord-Limousin.

## Bevölkerungsentwicklung
| Jahr      | 1962 | 1968 | 1975 | 1982 | 1990 | 1999 | 2008 | 2013 |
| --------- | ---- | ---- | ---- | ---- | ---- | ---- | ---- | ---- |
| Einwohner | 651  | 557  | 531  | 543  | 560  | 616  | 704  | 725  |

## Sehenswürdigkeiten
- Schlösser Le Petit Védeix und Essenac
- Kirche Saint-Cyr
- Galloromanische Festung
- Flurkreuz